# Constanze Krehl

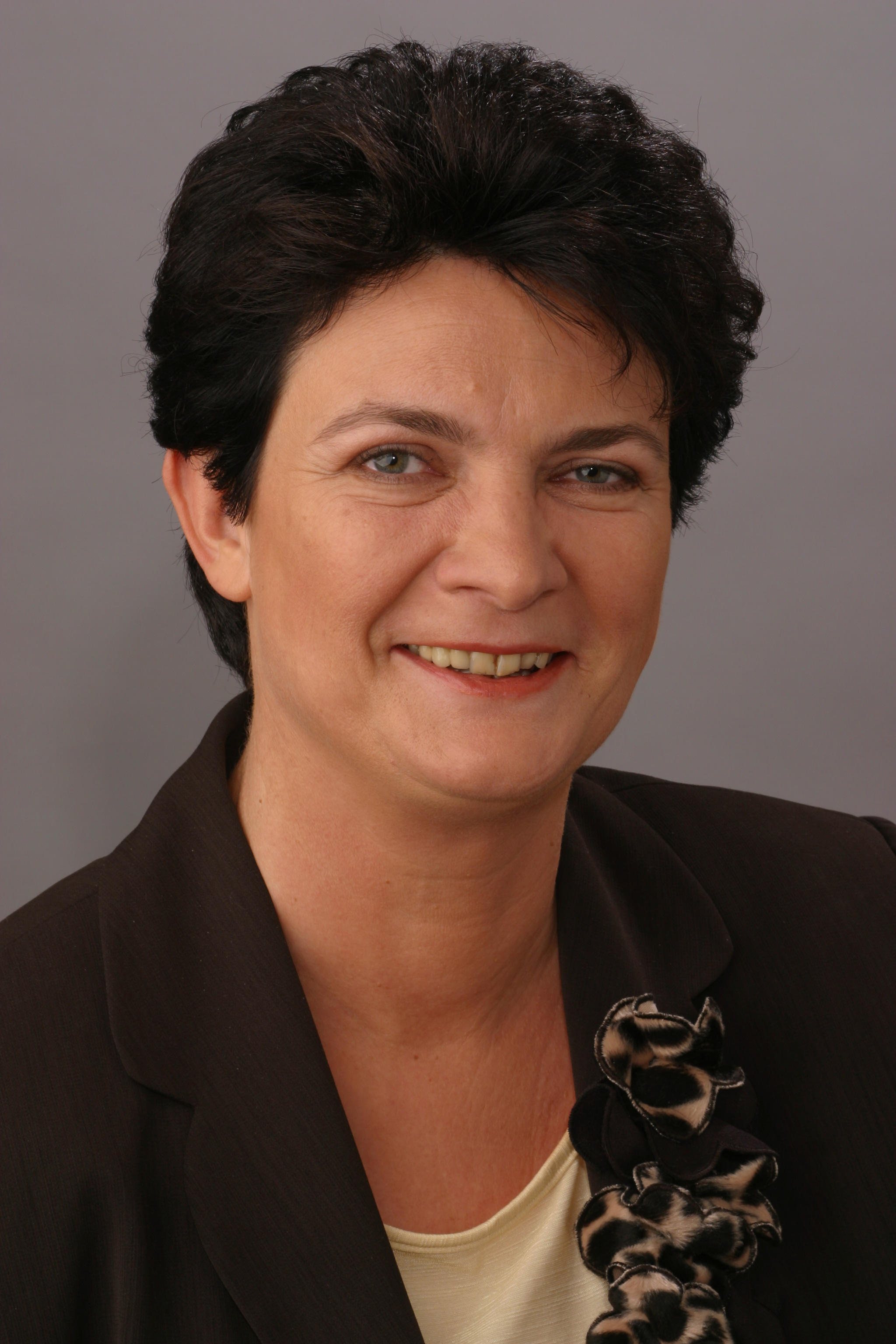
Constanze Krehl (2006)

Constanze Angela Krehl este un om politic german, membru al Parlamentului European în perioada 1999-2004 și în perioada 2004-2009 din partea Germaniei.
1. ↑  basic data about the members of the Bundestag, accesat în 13 aprilie 2018
2. ↑  Constanze Krehl, Munzinger Personen, accesat în 9 octombrie 2017
3. ↑  „Constanze Krehl”, Gemeinsame Normdatei, accesat în 9 aprilie 2014
4. ↑  „Constanze Krehl”, Gemeinsame Normdatei, accesat în 10 decembrie 2014
5. ↑  Deputații în Parlamentul European
6. ↑  basic data about the members of the Bundestag, accesat în 28 decembrie 2018